# Cheese puffs

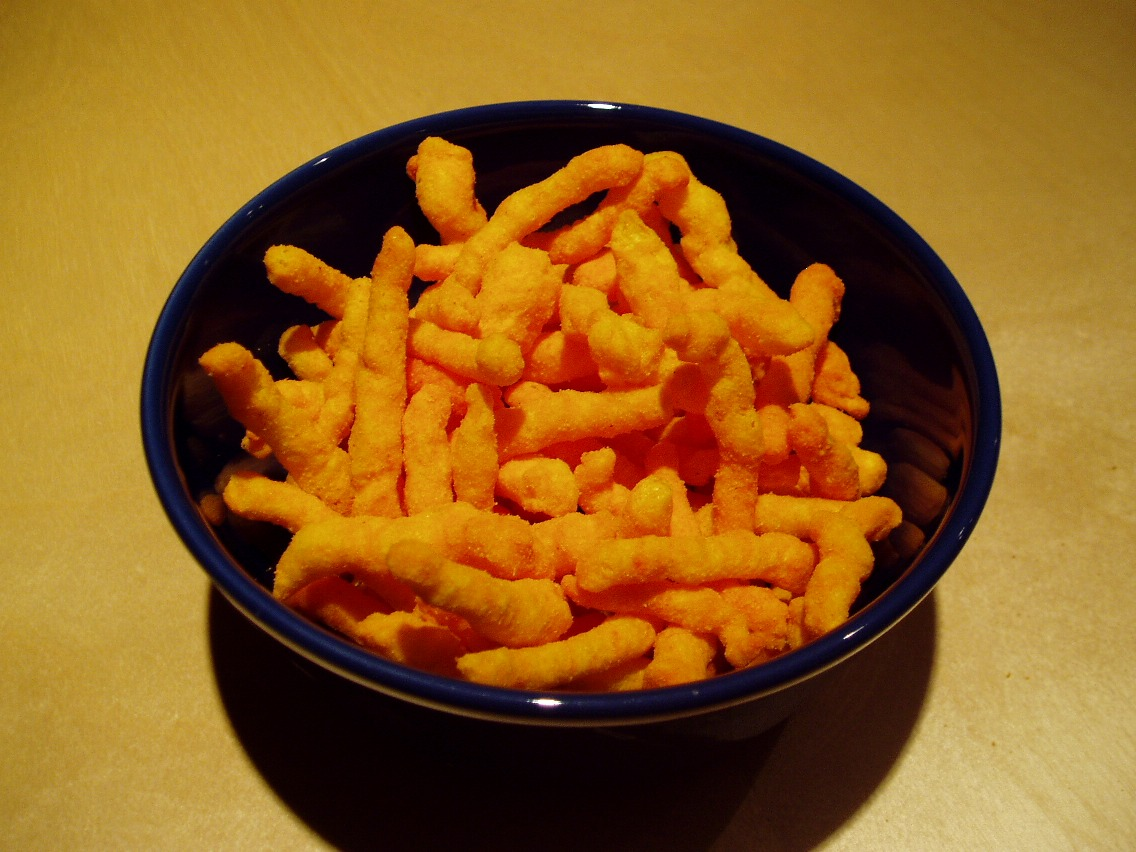
Un plato de chesse puffs.

Cheese puffs, cheese curls, cheese balls, quesitos, quesoritos, chizitos, cheetos, chogüis o suflitos, son un aperitivo creado a base de maíz inflado y cubierto con una mezcla de queso o un polvo con sabor a queso. Se fabrican por extrusión de la masa de maíz caliente a través de un troquel que les da su forma particular. Pueden ser en forma de bola, rizados, rectos o de forma irregular. Algunos son esponjosos mientras que otros son crujientes.

## Historia
Los cheese puffs fueron inventados en los Estados Unidos en la década de 1930. Hay dos historias respecto a sus orígenes. Según una versión, Edward Wilson y/o Clarence J. Schwebke y Pravin K. Pant Sr., de la Flakall Corporation de Beloit, Wisconsin (productor de hojuelas de alimento para animales parcialmente cocinado), frieron y salaron maíz inflado producido por sus máquinas, y posteriormente le añadieron queso. Solicitaron una patente en 1939 y el producto, llamado Korn Kurls, fue comercializado en 1946 por la Adams Corporation, formada por uno de los fundadores de Flakall y sus hijos. Adams fue comprada más tarde por Beatrice Foods. Otro relato afirma que fue inventado por Elmer Candy Corporation de Nueva Orleans, Luisiana, en algún momento durante o antes de 1936 y que el gerente de ventas, M. Morel Elmer Sr., decidió celebrar un concurso para dar nombre a este producto. El nombre ganador «CheeWees» (no confundir con Cheez Whiz) se sigue utilizando hoy por la empresa fabricante, Elmer's Fine Foods.
En Estados Unidos fueron comercializados por la marca Planters en los años 80 bajo los nombres de Cheez Balls y Cheez Curls. Por su parte, en Venezuela también suelen gozar de popularidad, al punto que son conocidos con los nombres de Boliqueso (en forma de bolitas), Chogüí o Pepito (en forma de palitos esponjosos rizados) o Cheese Tris (en forma de palitos rectos fritos). Es bueno acotar que estos nombres son producto del fenómeno de vulgarización de marcas comerciales.
En Argentina aparecieron en los años '70, bajo el nombre de Chizitos, fabricados por la empresa Kellogg's, que en ese entonces además de cereales fabricaba snacks.